# Raymond Grandjean
Pour les articles homonymes, voir Grandjean.
Raymond Grandjean est un artiste peintre et écrivain français né le 11 décembre 1929 à Lyon et décédé le 5 mai 2006 à Lyon.

## Biographie
Raymond Grandjean commence à peindre dans les années 1940. Sa première exposition est collective à Lyon du 19 mars au 8 avril 1948 au Foyer des artistes (place des Terreaux). Sa première exposition monographique a lieu en 1955 à Paris à la galerie Colette Allendy.
Il a été figuratif, abstrait, pop-art, expert du collage comme Philibert-Charrin (peintre en collage lyonnais). Raymond Grandjean a écrit, co-écrit ou illustré de nombreux livres. Il en a écrit un sur les collages.
En 1959, il est repéré et exposé par la galerie Philadelphie à Paris d'octobre à novembre 1959. Il sera soutenu plusieurs années et exposé par la galerie Philadelphie, notamment en 1961 et 1963 puis par Paul Gauzit, propriétaire la galerie Le Lutrin (Lyon 2) durant une grande partie de sa carrière. Il fut exposé lors de l'ouverture de la galerie en 1964.
En 1961, il expose à la Biennale de Paris. En 1964, c'est l'exposition 50 ans de collages au musée de Saint-Étienne et au Musée des arts décoratifs de Paris.
Sa peinture, connue principalement sur une période abstraite et de tendance géométrique, est plus une vision de la ville, de son équilibre, de ses perspectives qu'une description. Certains évoquent un style proche de Paul Klee ou Joan Miró.
Il a beaucoup exposé et réalisé des fresques murales à Lyon, notamment du métro lyonnais dans la station Gratte-ciel.. Une de ses fresques a malheureusement été détruite en 2010 par négligence.
Une exposition rétrospective au Musée des beaux-arts de Lyon a eu lieu de novembre 2014 à mars 2015. Un livre a été édité pour l'occasion : Grandjean : une mise en jeu poétique, exposition, Lyon, Musée des beaux-arts, du 27 novembre 2014 au 30 mars 2015, Lyon, Fage éd., 2014.
Raymond Grandjean aimait Franz Kafka, il a d'ailleurs entièrement recopié le texte et a créé des dessins, des aquarelles, des lavis sur l'œuvre de Kafka. Ce document a été imprimé dans un livre en 2015.